# كلين رود
كلين رود هي قرية في مقاطعة ساوجبلاغ، إيران. يقدر عدد سكانها بـ 306 نسمة بحسب إحصاء 2016.